# Mallorca Voltors 2016
Questa voce raccoglie le informazioni riguardanti i Mallorca Voltors nelle competizioni ufficiali della stagione 2016.

## LNFA Serie B 2016

### Stagione regolare
Incontri non ordinati cronologicamente.

| 2016 | Mallorca Voltors | 20 – 14 | Gijón Mariners |  |

| 2016 | Gijón Mariners | 14 – 11 | Mallorca Voltors |  |

| 2016 | Granada Lions | 27 – 10 | Mallorca Voltors |  |

| 2016 | Mallorca Voltors | 27 – 7 | Granada Lions |  |

| 2016 | Murcia Cobras | 9 – 3 | Mallorca Voltors |  |

| 2016 | Mallorca Voltors | 6 – 16 | Murcia Cobras |  |

### Playoff
| Gijón 7 maggio 2016 | Gijón Mariners | 7 – 0 | Mallorca Voltors |  |

## Statistiche di squadra
| Competizione             | %Vittorie | In casa | In casa | In casa | In casa | In casa | In casa | In trasferta | In trasferta | In trasferta | In trasferta | In trasferta | In trasferta | Totale | Totale | Totale | Totale | Totale | Totale |
| Competizione             | %Vittorie | G       | V       | N       | P       | Pf      | Ps      | G            | V            | N            | P            | Pf           | Ps           | G      | V      | N      | P      | Pf     | Ps     |
| ------------------------ | --------- | ------- | ------- | ------- | ------- | ------- | ------- | ------------ | ------------ | ------------ | ------------ | ------------ | ------------ | ------ | ------ | ------ | ------ | ------ | ------ |
| LNFA-B Stagione regolare | .333      | 3       | 2       | 0       | 1       | 53      | 37      | 3            | 0            | 0            | 3            | 24           | 50           | 6      | 2      | 0      | 4      | 77     | 87     |
| LNFA-B Playoff           | .000      | 0       | 0       | 0       | 0       | 0       | 0       | 1            | 0            | 0            | 1            | 0            | 7            | 1      | 0      | 0      | 1      | 0      | 7      |
| Totale                   | .286      | 3       | 2       | 0       | 1       | 53      | 37      | 4            | 0            | 0            | 4            | 24           | 57           | 7      | 2      | 0      | 5      | 77     | 94     |